# Misión de Nuestra Señora del Santísimo Rosario de Viñadaco
La Misión de El Rosario fue la primera misión dominicana  en Baja California, establecida en 1774 por Vicente Mora y Francisco Galisteo cerca del actual pueblo de El Rosario.
Cuándo los dominicos tomaron las misiones de los franciscanos en 1773, especialmente en las partes centrales y del sur de la península, contaron con un evidente declive, y sus poblaciones indias disminuyeron bajo el impacto de enfermedades. Aun así, la porción del norte de la península, fue reconectada por Gaspar de Portolá y Junípero Serra.
El sitio de El Rosario, localizado cerca de la costa occidental entre la región de los Cochimí, fue escogido como el sitio de la misión dominica inicial. La ubicación había sido inicialmente identificada por el soldado José Velásquez en 1770 y había sido favorecida por los franciscanos como sitio de misión potencial. Su nombre nativo era variado, dado como Viñadaco, Miñaraco, y Viñatacot.
En 1802, la misión fue movida de su primer sitio a una ubicación aproximadamente 6 kilómetros más cercano a la costa con más espacio, tierra más agrícola, y acceso mejor a suministros externos. Cuando el segundo sitio dejó de funcionar como misión en 1832, fue dado a los residentes locales. Paredes en ruinas y de ambas misiones aún sobreviven.